# Rade de Marseille
La rade de Marseille est une rade de France située en Provence, à Marseille, entre la chaîne de l'Estaque au nord et les îles du Frioul au sud. Au fond de la rade se trouve la ville et le port de Marseille.

## Géographie
Elle se situe au cœur de massifs montagneux et de collines en arc de cercle, constituant le bassin versant du Jarret, ruisseau qui se jette dans l'Huveaune dont l'embouchure se trouve au sud de la rade.
D'ouest en est et du nord vers le sud, on trouve :
- la chaîne de l'Estaque ;
- le massif de l'Étoile, avec le pilon du Roi, le grand Püech ;
- le Garlaban ;
- le massif et la forêt de la Salette ;
- la colline de la basilique Notre-Dame-de-la-Garde.

Au-delà au sud se trouvent le mont Carpiagne, le mont Puget et le massif de Marseilleveyre.

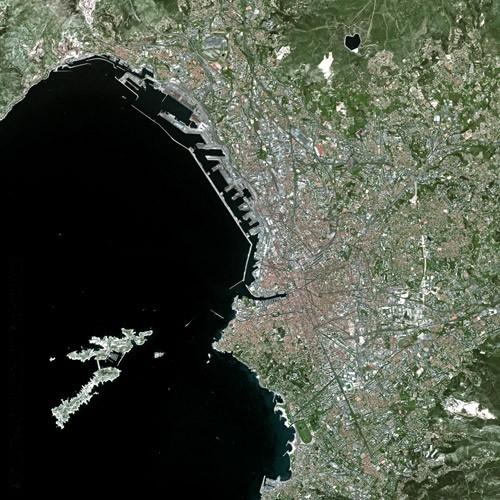
Image satellite de Marseille et de sa rade.

## Protection
La rade de Marseille est inventoriée sur la liste indicative du patrimoine mondial, indiquant l'intention de la France de la proposer pour inscription officielle.